# Phyllobius arborator
Phyllobius arborator es una especie de escarabajo del género Phyllobius, familia Curculionidae. Fue descrita científicamente por Johann Friedrich Wilhelm Herbst en 1797.
Se distribuye por Europa. Mide 6-8 milímetros de longitud. Vive sobre los árboles.